# Sebastian Silva Gomez
Sebastian Silva Gomez (Cali, 22 maggio 1993) è un ex giocatore di football americano colombiano naturalizzato tedesco, che ha giocato come linebacker.
Dopo aver giocato dal 2008 al 2014 per i Darmstadt Diamonds, nel 2015 si trasferisce ai Frankfurt Universe. Nel 2021 passa quindi in ELF con i Frankfurt Galaxy.
Suo fratello maggiore Jhonattan è stato suo compagno di squadra ai Galaxy.

## Palmarès
- 1 EFL Bowl (Frankfurt Universe, 2016)
- 1 ELF Championship (Frankfurt Galaxy, 2021)